# Norra Trollegrav
Norra Trollegrav är ett naturreservat i Älvdalens kommun i Dalarnas län.
Området är naturskyddat sedan 1996 och är 198 hektar stort. Reservatet omfattar den djupa dal Rotälven (Rotnen) bildat och består av urskogsartad granskog med inslag av tall och lövträd.
Strömstaren trivs nära älven och i reservatet finns hotade vedsvampar som rosenticka som trivs på lågor av grovvuxen gran.

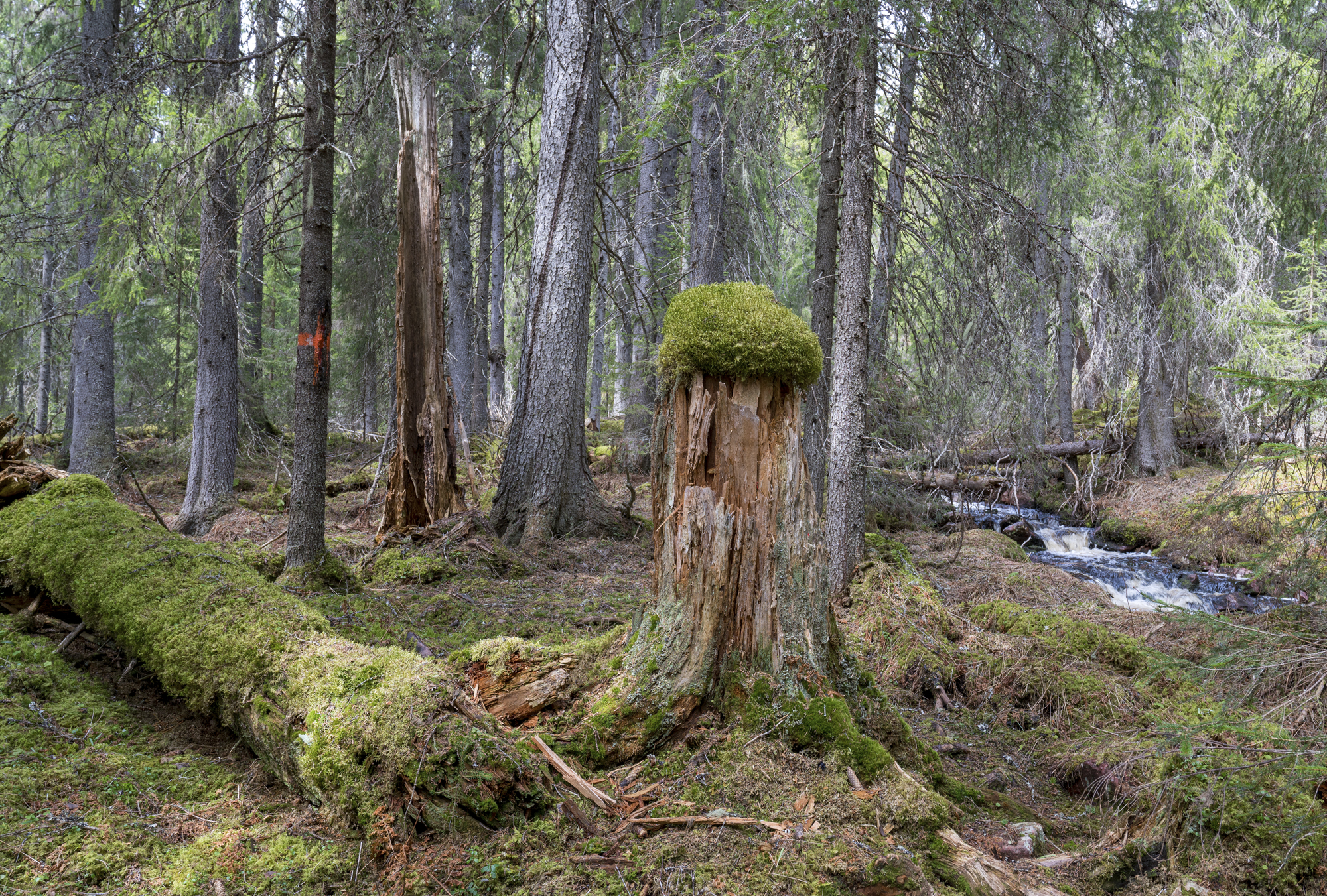
Skogen i Norra Trollegrav är urskogsartad. Till höger Trollbäcken.
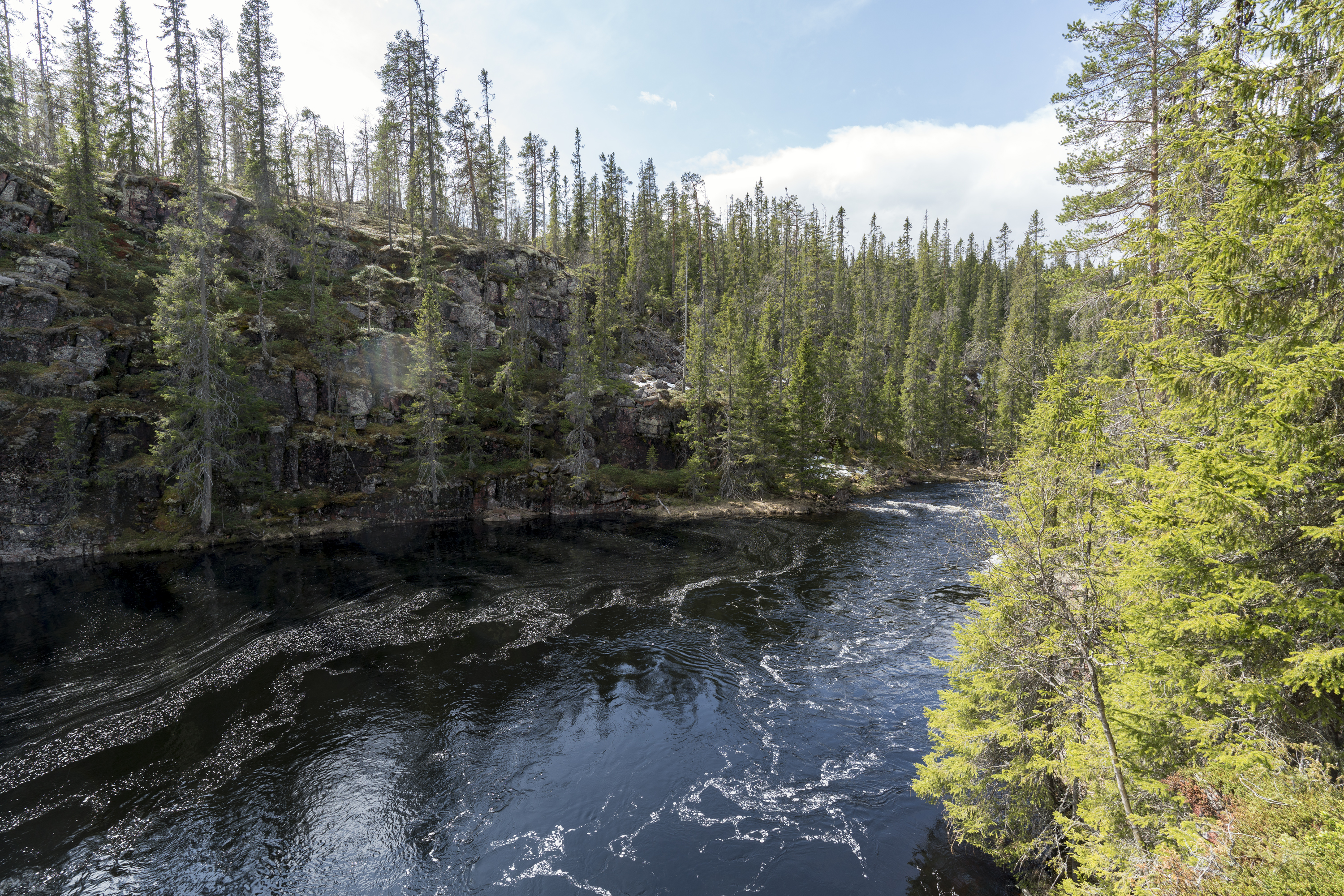
Trollegraven är den plats längs Rotälven där strömfåran vidgar sig i en ravin med branta sidor.
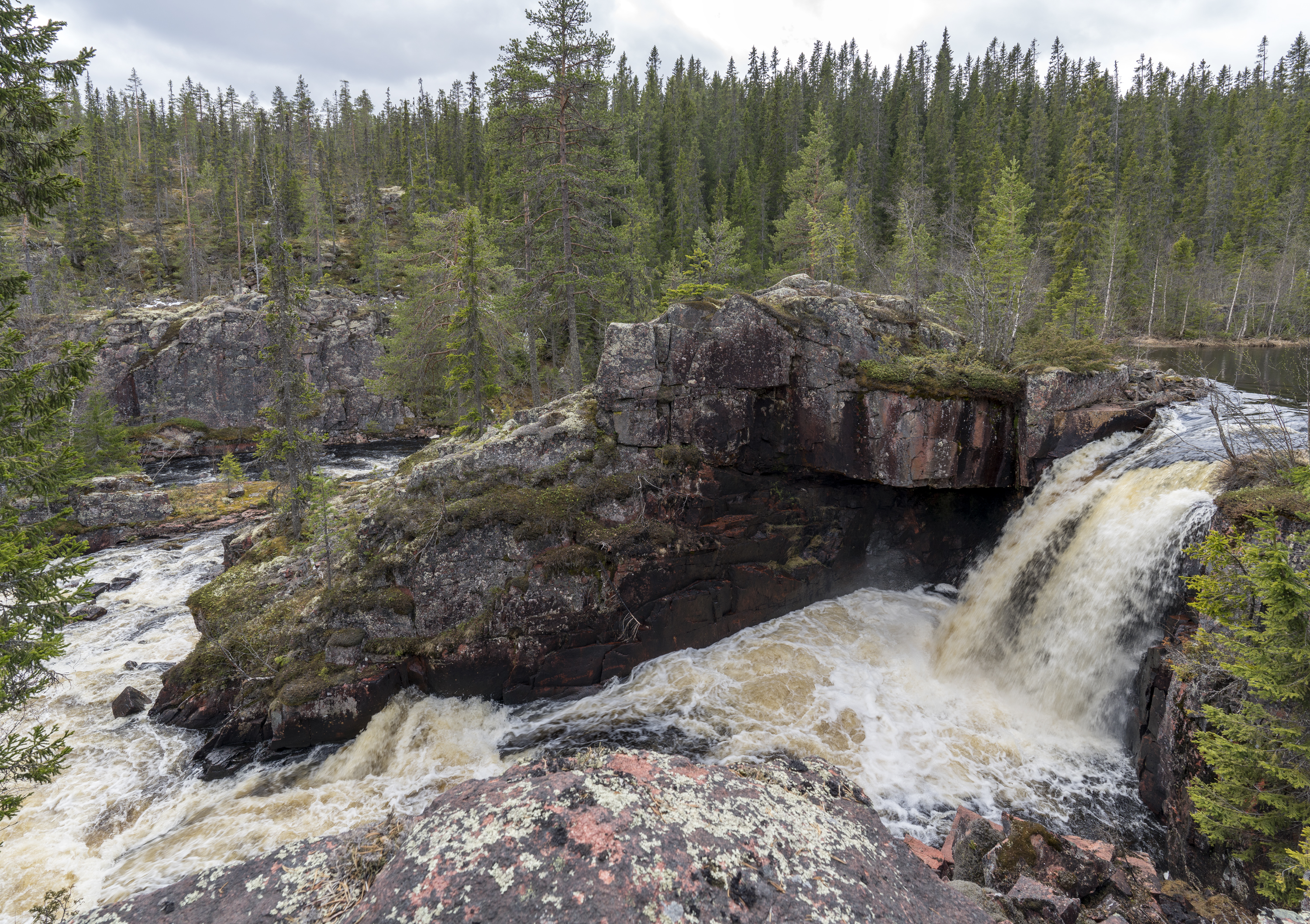
Vattenfall i Rotnen (Rotälven) där den flyter genom naturreservatet Norra Trollegrav.